# يوديد الحديد الثلاثي
يوديد الحديد الثلاثي مركب كيميائي له الصيغة FeI3، ويكون على شكل صلب أسود.

## التحضير
إن هذا المركب غير مستقر كيميائياً، ومن الصعب تحضيره، إذ ينبغي أن يجرى ذلك بمعزل عن الهواء والماء. إذ يحضر المركب بأسلوب خاص من تفاعل خماسي كربونيل الحديد مع فائض من اليود في وسط من الهكسان في وسط من الآرغون فيتشكل في البداية المركب الوسطي Fe(CO)4I2:
{\displaystyle {\ce {Fe(CO)5 + I2 -> Fe(CO)4I2 + CO}}}
بإضافة كمية إضافية وبالتعرض للضوء يحصل تبادل آخر ويتشكل يوديد الحديد الثلاثي:
{\displaystyle {\ce {2Fe(CO)4I2 + I2 -> 2FeI3 + 8CO}}}

## الخواص
إن مركب يوديد الحديد الثلاثي غير مستقر كيميائياً، ومن السهل أن يحدث له تفاعل تفكك ضوئي إلى يوديد الحديد الثنائي.